# 斯基伯林
斯基伯林（英語：Skibbereen；愛爾蘭語：An Sciobairín）是愛爾蘭芒斯特省科克郡的一個城鎮，它位於愛爾蘭71號國道邊，伊倫河穿鎮而過，河流在12公里之外的巴爾的摩（愛爾蘭）海濱村莊注入大海。特拉古姆納海灘是當地的旅游度假景點。截至2022年人口普查，該鎮人口為2,903人。

## 歷史
在1600年之前，該地區大部分屬於戴斯蒙德王国的領地。鎮憲章可追溯至1657年，在鎮議會議廳可以看到一份副本。1631年，因逃離“巴爾的摩劫掠事件”大量難民湧入斯基伯林。1856年“鳳凰會團體”（Phoenix Society）在斯基伯林建立，它是推動愛爾蘭獨立運動的團體“芬尼亞”的先驅。

### 十九世紀
爲紀念19世紀反抗英國統治的四次失敗的起義，1904年市鎮中心樹立了一尊名爲“少女艾林”的紀念雕像，起義日期分別刻在基座的兩側： 1798, 1803, 1848, 1867。
19世紀中期，作爲一條從西科克至科克市的鐵路停靠站經過斯基伯林，該鐵路從1851年修建至1893年，到了20世紀的1961年鐵路停運。
斯基伯林市政廳建於1862年左右。

#### 大饑荒時期
1845年至1852年期間，發生了史無前例的“愛爾蘭大饑荒”，而斯基伯林的周邊地區成爲了這場大饑荒的重災區。據“斯基伯林遺產中心”估計，在當地大約有8,000至10,000人因飢餓而死亡并被埋葬在城鎮附近的“阿貝斯特魯瑞公墓”（Abbeystrewery cemetery），斯基伯林的人口記錄從1841年的58,335人降至1861年的32,412人。1869年流傳的一首名爲“斯基伯林之歌”成爲了愛爾蘭人民對大饑荒回憶年代的歌曲。斯基伯林遺產中心（Skibbereen Heritage Centre）設有一個紀念大飢荒受害者的常設展覽，2009年5月17日，斯基伯林也是第一個愛爾蘭大飢荒紀念地。

## 當代

### 人口統計
斯基伯林在近十年當中，做了三次人口普查。2011年斯基伯林共有2,670人，在宗教信仰的居民比例中，79%信奉天主教，11.5%信奉其他宗教，7%為無神論者，1.5%未表明宗教信仰；2016年人口為2,778人，愛爾蘭白人佔75.6%，其他白人族裔佔18.8%，黑人佔0.6%，亞裔佔1.2%，其他族裔佔1%，無聲明族裔佔2.9%。在市區中5.4%的居民擁有英國國籍；2022年的人口為2,903 人64.1%為愛爾蘭白人、21.8%為 其他白人族群、0.6%為黑人或愛爾蘭血統黑人、3.6%為亞裔或愛爾蘭血統亞裔、1.7%為其他族群、1.2%為愛爾蘭遊民，以及7.1%的未聲明族群。

### 教育、體育、醫療和文化
在教育方面，鎮上共有四所小學，包括一所國立學校（混合學校）和一所愛爾蘭語混合學校、一所男校和一所女校。
在體育方面，“斯基伯林划艇俱樂部”是愛爾蘭知名的體育俱樂部。其成員保羅·奥多諾萬和加里·奥多諾萬弟兄兩在2016年里約熱内盧奧運會期間，摘取了輕量級雙人雙槳銀牌。保羅·奥多諾萬和俱樂部成員芬坦·麦卡錫還在2020年東京奧運會和2024年巴黎奧運會摘取了金牌。“斯基伯林A.F.C”是當地的協會足球俱樂部，除此之外，還有其他包括高爾夫球俱樂部、英式橄欖球俱樂部和田徑俱樂部等。
鎮上的醫療設施包括斯基伯林社區醫院和斯基伯林醫療中心。
在斯基伯林，每年7月都要舉辦藝術節，內容包括以社區為基礎的活動項目、電影放映、戲劇、視覺藝術和音樂表演等。